# 亞歷克斯·費雷拉
亞歷克斯·費雷拉（英語：Alex Ferreira，1994年8月14日—），美國自由式滑雪運動員，他代表美國隊參加了中國舉行的2022年冬季奧林匹克運動會，並且在男子U型場地技巧比賽上獲得銅牌。